# Ernie Young
Ernie Young (né le 8 juillet 1969 à Chicago) est un ancien joueur de baseball américain. Lors des Jeux olympiques d'été de 2000 à Sydney, il remporte la médaille d'or.

## Palmarès
- Médaille d'or aux Jeux olympiques de Sydney en 2000